# Biertan
Biertan (Duits: Birthälm; Hongaars: Berethalom) is een dorp in het district Sibiu in Roemenië. Het dorp ligt 80 km ten noorden van districtshoofdstad Sibiu en 15 km ten oosten van Mediaș.
De eerste vermelding van Biertan dateert uit 1283 in een document over betaalde belasting in zeven dorpen. Biertan behoort tot de Transsylvaanse dorpen met weerkerk die is opgenomen op de Werelderfgoedlijst van Unesco. Biertan was tussen 1572 en 1867 de zetel van de Lutherse bisschop van Transsylvanië.
De hele gemeente heeft 4000 inwoners, hoofdzakelijk boeren behorend tot de etnische groepen Roemenen, Hongaren, Zevenburger Saksen en Roma, terwijl het eigenlijke dorp Biertan maar 1600 inwoners heeft. Zij houden zich bezig met landbouw en veeteelt of werken in de wijncoöperatie. Het dorp is een van de meest bezochte dorpen van Transsylvanië, mede dankzij de jaarlijkse bijeenkomst van de Zevenburger Saksen.

## Bevolking
De bevolkingssamenstelling van Biertan is de afgelopen eeuw sterk gewijzigd.
- In 1910 waren er van de 2259 inwoners 1215 Saksen, 868 Roemenen, 127 Roma en 47 Hongaren.
- In 2011 waren er van de 2519 inwoners 1860 Roemenen, 451 Roma, 117 Saksen en 91 Hongaren.

## Kerkburcht
Biertan is vooral bekend door zijn kerkburcht, die van 1572 tot 1867 de zetel was van een Lutherse bisschop (voor en na dat jaar zetelde hij in Sibiu). De voormalige bisschopskerk dateert uit omstreeks 1400 en ligt hoog op een heuvel. De kerk wordt door drie ringmuren omgeven en verkeert in goede staat. De zes verdedigingstorens en de hoge muren onderstrepen het strategisch belang dat deze kerk vroeger had. De torens bieden uitzicht op de omringende wijnheuvels en de ooievaarsnesten.

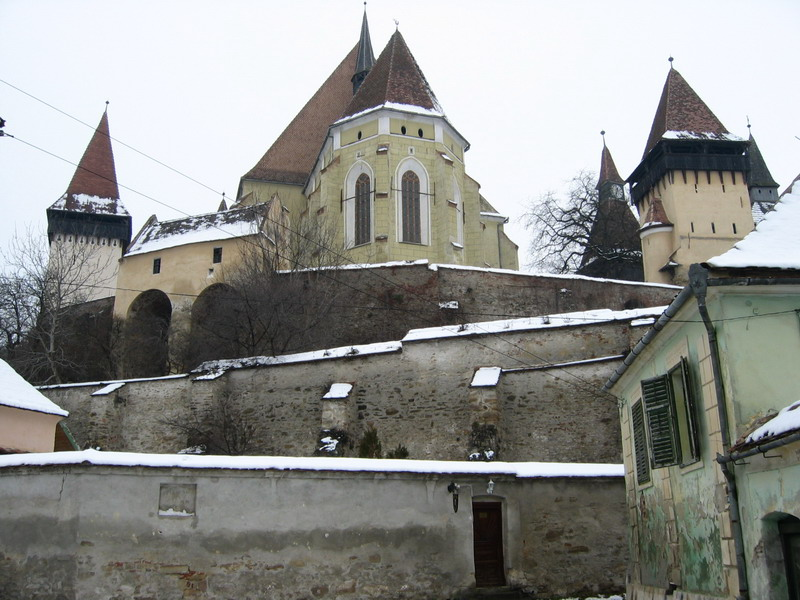
De weerkerk van Biertan met zijn drie ringmuren
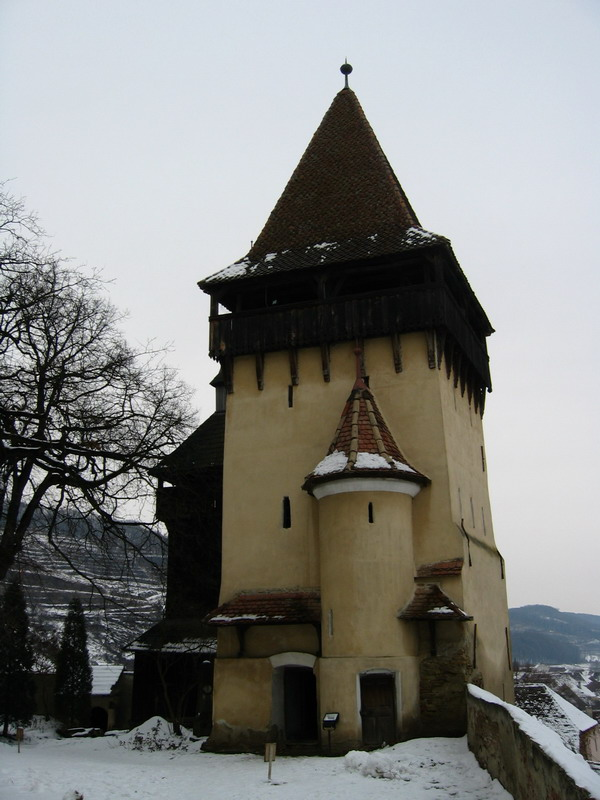
Een van de zes verdedigingstorens
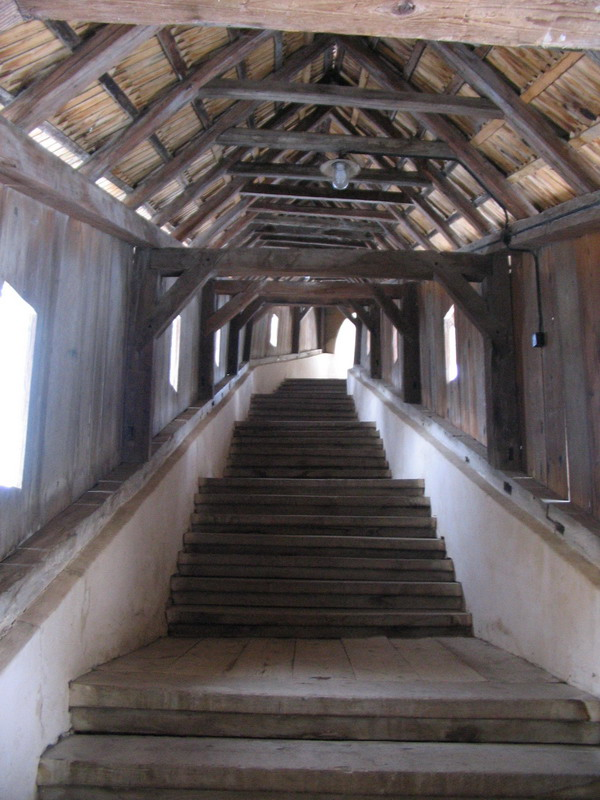
Trappen, vergelijkbaar met die van Sighișoara
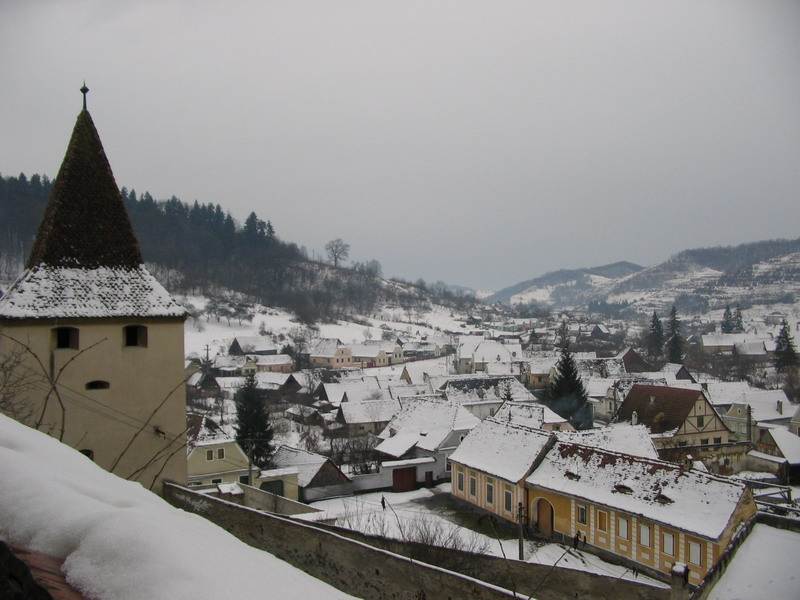
Winter in Biertan
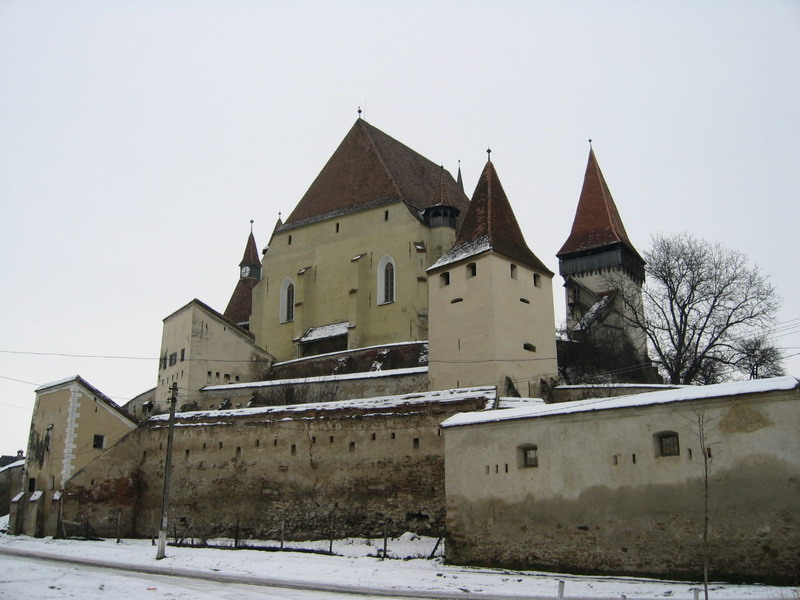

Zie ook: Weerkerken in Transsylvanië.